# Can Carbonell (Llívia)
Can Carbonell és una casa al municipi de Llívia (Cerdanya) antigament anomenada Can Anglada, i donada per la familia Anglada a Guillem Florenza (pare de Soledad Florenza, i casada amb Guillem Carbonell) i actualment coneguda amb el nom de Can Carbonell. Composició de façana vertical, simètrica. Consta de planta baixa i dos pisos. A la planta baixa hi ha tres obertures amb la porta principal al mig. A la primera planta hi ha tres balcons separats per una pilastra adossada a la paret. A la segona planta hi ha un balcó més petit centrat, flanquejat per dues finestres, separades per unes pilastres més petites adossades i quadrants esgrafiats. Els nivells estan separats per motllures. Culminant l'edifici hi ha una cornisa que en el seu punt central inclou una petxina amb elements renaixentistes, amb les inicials de Guillem Florenza inscrites en el seu interior.